# Hussein Carneil
Hussein Carneil (* 9. Mai 2003 in Masar-e Scharif, Afghanistan) ist ein afghanisch-schwedischer Fußballspieler.

## Sportlicher Werdegang

### Vereinskarriere
Carneil floh mit seiner Familie im Alter von drei Jahren aus Afghanistan nach Schweden, wo sie sich in Trollhättan niederließen. In der Jugend spielte er für den IFK Trollhättan und Skoftebyns IF, ehe er 2020 zur Nachwuchsabteilung des IFK Göteborg stieß und fortan zwischen Göteborg und Trollhättan pendelte. Im Herbst 2021 rückte er ins Training der von Mikael Stahre betreuten Wettkampfmannschaft und absolvierte in Rahmen des Pokalwettbewerbs 2021/22 seine ersten Spiele. Parallel gewann er mit der U-19-Mannschaft in der Juniorallsvenskan den Meistertitel.
Im März 2022 wurde Carneil kurz vor Beginn der Spielzeit 2022 mit einem Vier-Jahres-Vertrag als Profispieler ausgestattet. Am 17. April debütierte er beim 2:0-Auswärtserfolg im Derby beim BK Häcken als Einwechselspieler für Tobias Sana in der Nachspielzeit in der Allsvenskan. Zwischenzeitlich in die Startelf aufgerückt, erzielte er am 1. August beim 2:0-Erfolg über IFK Norrköping sein erstes Profitor. Mit insgesamt 24 Saisoneinsätzen trug er zum Erreichen des achten Tabellenplatzes bei.

### Als Auswahlspieler
Im Februar 2021 erhielt Carneil eine Einladung zur afghanischen A-Nationalmannschaft. Er entschied sich jedoch, für Schweden spielen zu wollen und erhielt kurz darauf eine Einladung zur schwedischen U-19-Auswahlmannschaft. Dort blieb er allerdings ohne Einsatz. Im Herbst wurde er in die U-21-Nationalmannschaft berufen. Beim 2:2-Unentschieden gegen Dänemark am 17. November kam er als Einwechselspieler für Yasin Ayari aufs Feld, drei Tage später stand er beim 8:1-Erfolg über Aserbaidschan in der Startformation und wurde in der 59. Spielminute beim Stand von 2:1 gegen Armin Gigović ausgetauscht.